# Franz von Uchatius
Franz von Uchatius, avstrijski general in inženir, * 1811, † 1881.